# Agnès Jaoui
Agnès Jaoui (Hauts-de-Seine, 19 de outubro de 1964) é uma atriz, roteirista, cineasta e cantora francesa.